# Roberto Media
Roberto Media Sainz (Llanos, Penagos, 1 de octubre de 1970) es un matemático y político español, miembro del Partido Popular y actual consejero de Fomento, Ordenación del Territorio y Medio Ambiente del Gobierno de Cantabria.

## Biografía
Es licenciado en Ciencias Matemáticas por la Universidad de Cantabria y posee desde 2009 el título de perito judicial inmobiliario. Se inició profesionalmente en el grupo empresarial Apia XXI, para el que trabajó entre 1993 y 2011.

### Trayectoria política
Fue concejal del Ayuntamiento de Penagos entre 1995 y 2007, y nuevamente de 2015 a 2019. Con la presidencia de Ignacio Diego, dirigió dos de las principales empresas públicas de la comunidad; primero fue director general de Cantur (2011-2013), para asumir posteriormente el mando de Sodercán (2013-2015).
En junio de 2019 fue elegido como diputado del Parlamento de Cantabria, puesto que ocupó hasta julio de 2023. Es vicesecretario de Organización Territorial del PP cántabro y, desde el 10 de julio de 2023, está a cargo de la Consejería de Fomento, Ordenación del Territorio y Medio Ambiente del Gobierno de Cantabria, que encabeza María José Sáenz de Buruaga  denominada desde el 12 de septiembre de 2024, Consejería de Fomento, Ordenación del Territorio, Medio Ambiente y Vivienda.